# کرسون (تگزاس)
کرسون، تگزاس(به انگلیسی: Cresson, Texas) شهری در ایالت تگزاس از ایالات جنوبی ایالات متحده آمریکا است.

## نگارخانه

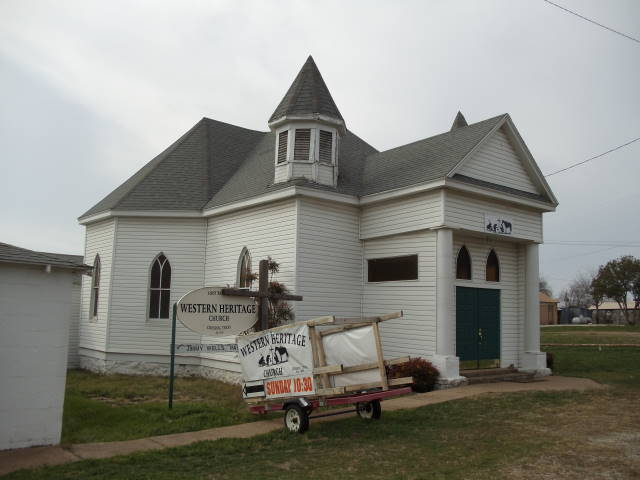
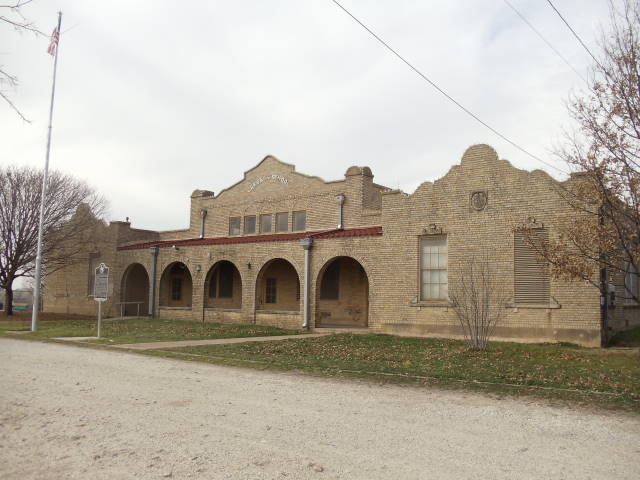